# Estação Ruoholahti
Ruoholahti (em sueco:  Gräsviken)
é uma estação das 30 estações da linha única do Metro de Helsínquia.